# USS Crosby (DD-164)
USS Crosby (DD–164/APD-17) là một tàu khu trục thuộc lớp Wickes của Hải quân Hoa Kỳ trong giai đoạn Chiến tranh Thế giới thứ nhất, sau được cải biến thành tàu vận chuyển cao tốc APD-17 trong Chiến tranh Thế giới thứ hai. Nó là chiếc tàu chiến duy nhất của Hải quân Hoa Kỳ được đặt tên theo Chuẩn đô đốc Peirce Crosby (1824–1899), người từng phục vụ trong cuộc Chiến tranh Mexico-Hoa Kỳ và cuộc Nội chiến Hoa Kỳ.

## Thiết kế và chế tạo
Crosby được đặt lườn vào ngày 23 tháng 6 năm 1918 tại xưởng tàu của hãng Bethlehem Shipbuilding Corporation ở Quincy, Massachusetts. Nó được hạ thủy vào ngày 28 tháng 9 năm 1918, được đỡ đầu bởi bà C. Tittman, và được đưa ra hoạt động vào ngày 24 tháng 1 năm 1919 dưới quyền chỉ huy của Hạm trưởng, Thiếu tá Hải quân Fred Thomas Berry.

## Lịch sử hoạt động

### Giữa hai cuộc thế chiến
Trình diện để hoạt động cùng Hạm đội Đại Tây Dương, Crosby tham gia các cuộc tập trận tại vịnh Guatánamo, Cuba, cho đến khi lên đường đi vịnh Trepassy, Newfoundland vào tháng 5 năm 1919, làm nhiệm vụ cột mốc dẫn đường cho chuyến bay lịch sử vượt Đại Tây Dương của các thủy phi cơ Hải quân NC. Đến ngày 1 tháng 7 năm 1919, nó được điều về Hạm đội Thái Bình Dương, và một tuần sau đã khởi hành từ New York để đi San Diego, California, đến nơi vào ngày 7 tháng 8. Nó viếng thăm Portland, Oregon và Seattle, Washington, rồi được đặt trong tình trạng dự bị với biên chế thủy thủ đoàn giảm thiểu tại San Diego từ ngày 30 tháng 1 năm 1920. Nó tiếp tục ở trong tình trạng dự bị cho đến khi được cho xuất biên chế vào ngày 7 tháng 6 năm 1922.
Được cho nhập biên chế trở lại vào ngày 18 tháng 12 năm 1939, Crosby tham gia hoạt động Tuần tra Trung lập ngoài khơi San Pedro từ ngày 1 tháng 4 năm 1940. Đến ngày 1 tháng 7 năm 1940, nó được phân về Lực lượng Phòng thủ Quân khu Hải quân 11, và sau một chuyến đi huấn luyện quân nhân dự bị lại tiếp tục hoạt động tuần tra và phục vụ cho Căn cứ Khu trục San Diego trong việc huấn luyện thủy thủ đoàn tàu khu trục.

### Thế Chiến II
Sau khi Hoa Kỳ chính thức tham gia Chiến tranh Thế giới thứ hai do việc Nhật Bản bất ngờ tấn công Trân Châu Cảng vào ngày 7 tháng 12 năm 1941, Crosby tiếp tục nhiệm vụ tuần tra tại vùng biển của Quân khu Hải quân 11 và hộ tống các đoàn tàu vận tải tại chỗ cho đến ngày 1 tháng 2 năm 1943, khi nó đi vào Xưởng hải quân Mare Island để được cải biến thành một tàu vận chuyển cao tốc. Crosby được xếp lại lớp với ký hiệu lườn mới APD-17 vào ngày 22 tháng 2 năm 1943.
Rời San Francisco vào ngày 27 tháng 2 năm 1943, Crosby đi ngang qua Trân Châu Cảng, Samoa, Viti Levu, và Noumea để hướng đến Espiritu Santo, đến nơi vào ngày 27 tháng 3, và tiến hành thực tập huấn luyện cùng Sư đoàn 4 Thủy quân Lục chiến. Crosby lên đường vào ngày 29 tháng 4 để đi Guadalcanal trong thành phần hộ tống tàu vận tải. Nó thực hiện hai chuyến đi tương tự cho đến ngày 6 tháng 6, rồi trình diện để hoạt động tuần tra và hộ tống tại khu vực quần đảo Solomon. Nó hỗ trợ một cách hiệu quả trong các hoạt động bình định tại đây, cho đổ bộ binh lính lên đảo New Georgia từ ngày 30 tháng 6 đến ngày 5 tháng 7; lên đảo Treasury dưới hỏa lực nặng của đối phương và ngày 27 tháng 10 và lên đảo Bougainville vào ngày 6 và 17 tháng 11. Nó khởi hành đi Brisbane, Australia vào ngày 21 tháng 11 để đại tu, quay trở về vịnh Milne, New Guinea vào ngày 12 tháng 12. Nó huấn luyện nhân sự Lục quân và Thủy quân Lục chiến cho các hoạt động tác chiến đổ bộ, rồi đổ bộ lực lượng lên mũi Gloucester, New Britain từ ngày 24 đến ngày 29 tháng 12 năm 1943 và tại vịnh Dekays, New Guinea vào ngày 2 tháng 1 năm 1944.
Rời vịnh Milne vào ngày 6 tháng 1 năm 1944, Crosby hộ tống các đoàn tàu vận tải từ Espiritu Santo đến quần đảo Solomon suốt tháng 1, và tiếp tục ở lại khu vực Solomon cho nhiệm vụ tuần tra và bảo vệ. Nó cho đổ bộ lực lượng lên đảo Green từ ngày 15 đến ngày 20 tháng 2, và lên đảo Emirau vào ngày 20 tháng 3. Quay trở lại các hoạt động tại khu vực New Guinea vào ngày 6 tháng 4, nó cho đổ bộ binh lính lên Aitape từ ngày 22 đến ngày 26 tháng 4, Hộ tống các đoàn tàu vận tải đi đến Hollandia, tham gia cuộc chiếm đóng đảo Biak vào ngày 27 tháng 5, và phục vụ như soái hạm các tàu đổ bộ tại vịnh Humboldt từ ngày 31 tháng 5 đến ngày 6 tháng 7. Sau một đợt tái trang bị ngắn tại đảo Manus, nó cho đổ bộ binh lính lên mũi Sansapor vào ngày 30 tháng 7, rồi lên đường đi Sydney, Australia để tiếp liệu và sửa chữa. Nó quay trở lại vịnh Humbolt vào ngày 30 tháng 8, và cho đổ bộ lực lượng lên Morotai vào ngày 15 tháng 9 để hoàn tất các hoạt động tại khu vực New Guinea.
Crosby rời vịnh Humbolt vào ngày 12 tháng 10 năm 1944 để đưa binh lính của Tiểu đoàn Biệt kích 6 đổ bộ lên đảo Suluan, Leyte vào ngày 17 tháng 10 trong một nhiệm vụ trinh sát. Để chuẩn bị cho cuộc đổ bộ sắp đến, nó cho đổ bộ binh lính lên đảo Dinagat ở cửa ngỏ vịnh Leyte trong các ngày 19 và 20 tháng 10. Nhận thêm binh lính tại vịnh Humbolt, nó đưa họ lên bờ tại vịnh Ormoc vào ngày 7 tháng 12, rồi tiếp nhận những người sống sót từ tàu khu trục chị em Ward sau khi chiếc này bị máy bay tấn công cảm tử kamikaze gây hư hại và bị hải pháo của tàu chiến Mỹ đánh đắm. Chiếc tàu khu trục tham gia cuộc đổ bộ lên Mindoro vào ngày 15 tháng 12, rồi quay trở lại vịnh Humbolt nhận thêm binh lính. Sau khi cho đổ bộ lực lượng lên vịnh Lingayen vào ngày 11 tháng 1 năm 1945, Crosby tiếp tục hỗ trợ cho cuộc đổ bộ lên Luzon, đổ bộ thành công lực lượng tại Nasugbu vào ngày 31 tháng 1, tại Mariveles vào ngày 15 tháng 2, và tại Corregidor vào ngày 17 tháng 2. Nó lên đường quay trở về Ulithi để được đại tu.
Crosby đi đến Okinawa vào ngày 18 tháng 4, và trong các hoạt động tuần tra chống tàu ngầm và cột mốc radar đầy nguy hiểm đã suýt bị máy bay kamikaze đánh trúng vào ngày 13 tháng 5. Nó lên đường đi San Francisco vào ngày 18 tháng 5, đến nơi vào ngày 19 tháng 6. Cũ kỹ và bị hư hại qua quãng đời phục vụ kéo dài và căng thẳng, nó được cho là không thích hợp để sừa chữa. Crosby được cho ngừng hoạt động vào ngày 28 tháng 9 năm 1945 và bị bán vào ngày 23 tháng 5 năm 1946 cho hãng Boston Metals Co. tại Baltimore, Maryland để tháo dỡ.

## Phần thưởng
Ngoài danh hiệu Đơn vị Tưởng thưởng Hải quân, Crosby còn được trao tặng mười Ngôi sao Chiến trận do thành tích phục vụ trong Thế Chiến II.